# Valantia deltoidea
Valantia deltoidea là một loài thực vật có hoa trong họ Thiến thảo. Loài này được Brullo miêu tả khoa học đầu tiên năm 1980.